# Пуирское сельское поселение
Пуи́рское се́льское поселе́ние — муниципальное образование в Николаевском районе Хабаровского края Российской Федерации. Образовано в 2004 году. 
Административный центр — посёлок Пуир.

## Население
| 2010 | 2011 | 2012 | 2013 | 2014 | 2015 | 2016 |
| ---- | ---- | ---- | ---- | ---- | ---- | ---- |
| 235  | ↘234 | ↘229 | ↘218 | ↘217 | ↘213 | ↘206 |
| 2017 | 2018 | 2020 | 2021 |      |      |      |
| ↘202 | ↗206 | ↘183 | ↘138 |      |      |      |

## Населённые пункты
В состав поселения входят 3 населённых пункта:
| № | Населённый пункт | Тип     | Население |
| - | ---------------- | ------- | --------- |
| 1 | Байдуково        | село    | ↘0        |
| 2 | Макаровка        | село    | ↘2        |
| 3 | Пуир             | посёлок | ↘136      |